# Kreis Has
Der Kreis Has (albanisch Rrethi i Hasit resp. Has/Hasi) war einer der 36 Verwaltungskreise Albaniens, die im Sommer 2015 nach einer Verwaltungsreform aufgehoben worden sind. Das Gebiet des Kreises mit einer Fläche von 374 Quadratkilometern im Qark Kukës bildet heute die Gemeinde Has.

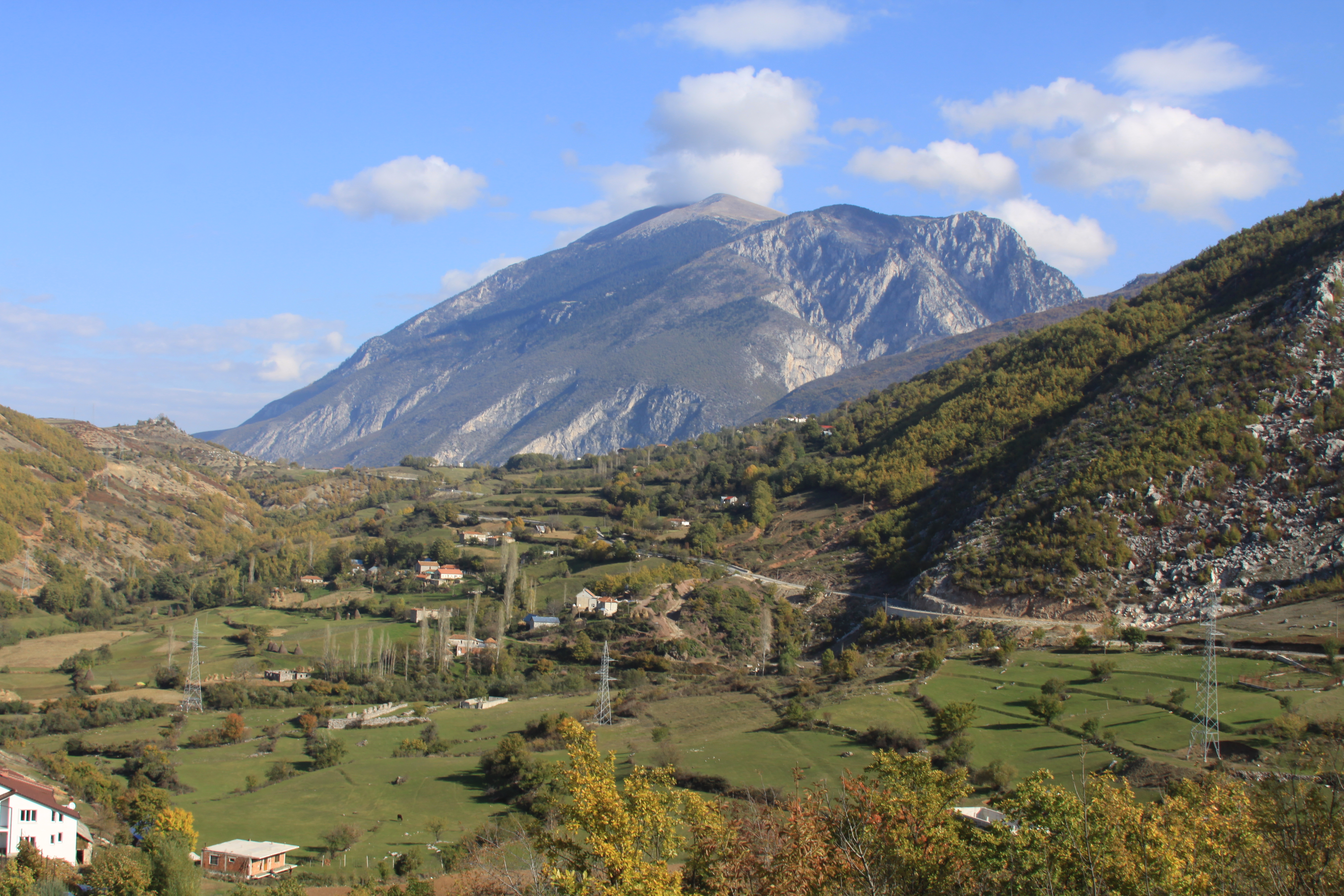
Das Dorf Domaj und der Berg Pashtrik

Der Kreis hatte 16.790 Einwohner (2011). Benannt wurde der Kreis nach dem Bergland von Has (Malësia e Hasit). Hauptort war das Städtchen Kruma. Has liegt sehr abgelegen im Nordosten Albaniens an der Grenze zu Kosovo.
| Name   | Einwohner | Gemeindeart |
| ------ | --------- | ----------- |
| Kruma  | 6.006     | Bashkia     |
| Fajza  | 3.491     | Komuna      |
| Gjinaj | 1.106     | Komuna      |
| Golaj  | 6.187     | Komuna      |